# Diccionario geográfico-estadístico-histórico de España y sus posesiones de Ultramar

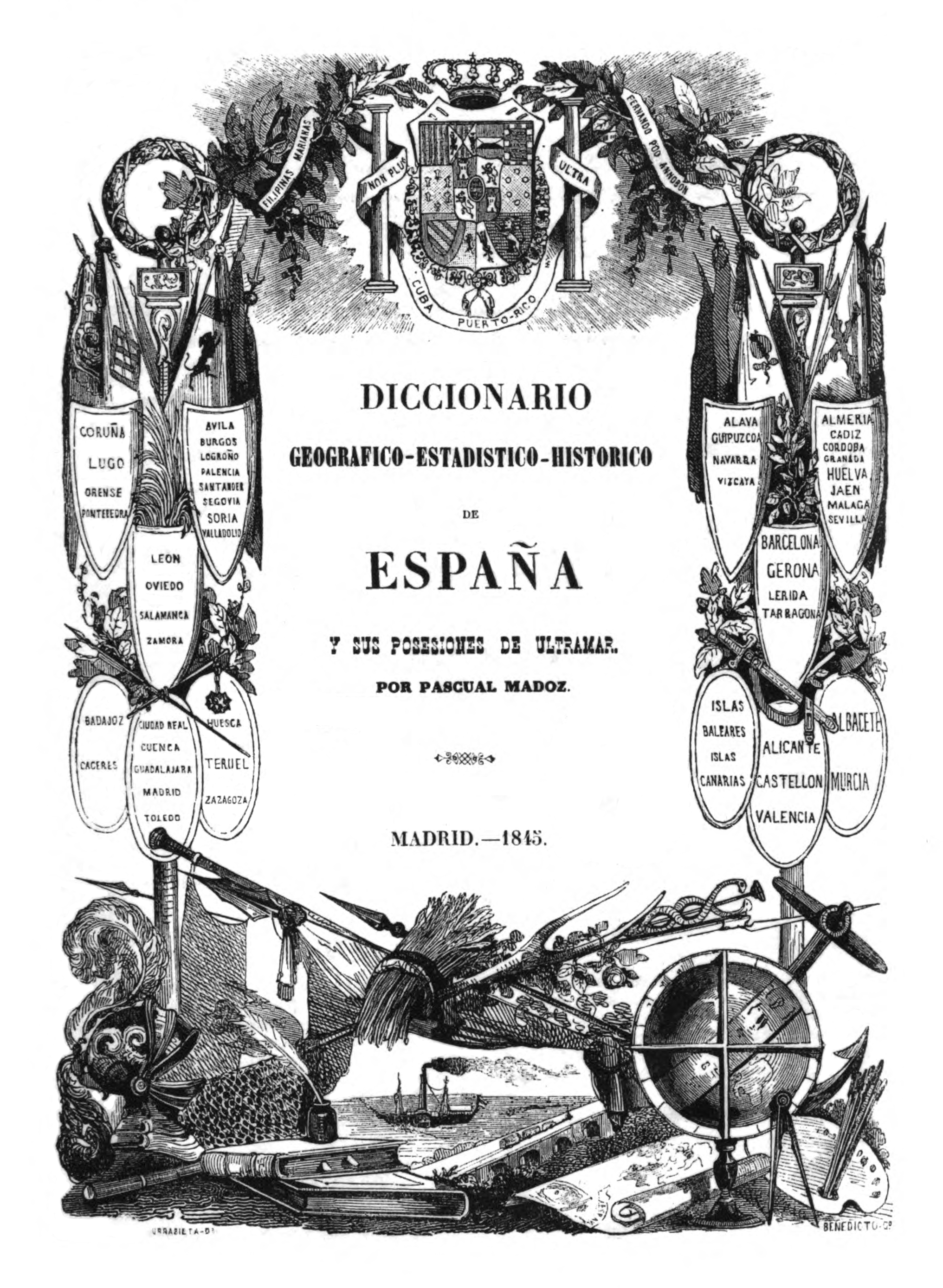
Frontespizio dell'opera di Pascual Madoz (1845)

Diccionario geográfico-estadístico-histórico de España y sus posesiones de Ultramar (in italiano: Dizionario geografico statistico storico della Spagna e dei suoi possedimenti d'oltremare) o Diccionario de Madoz (Dizionario di Madoz) è un'opera monumentale pubblicata da Pascual Madoz tra il 1856 e il 1850, composta da 16 volumi (Madrid, 1854-1850), che analizza tutte le popolazioni della Spagna. Migliorò ulteriormente rispetto al Diccionario geográfico y estadístico de España y Portugal (Dizionario geografico e statistico di Spagna e Portogallo) che finì di essere pubblicato nel 1829 da Sebastián Miñano.
Conosciuto anche come el Madoz, è un'opera a cui l'autore si dedicò 15 anni, 11 mesi e 7 giorni di lavoro letterario insieme a più di mille collaboratori e 20 corresponsabili.
Questa opera è consultata per motivi storici, di ricerca e archeologici, giacché contiene informazioni sopra rovine e possibili siti archeologici con la descrizione di come in quel momento si presentavano.